# Хондураски залив
Хондураският залив (на испански: Golfo de Honduras; на английски: Gulf of Honduras) е залив в наюзападната част на Карибско море, край бреговете на Белиз, Гватемала и Хондурас. Вдава се в сушата на югозапад на 102 km, а ширината на входа, от град Дангрига (в Белиз) на северозапад до град Ла Сейба (в Хондурас) на югоизток е 185 km. Средната му дълбочина е от 22 до 54 m, а максималната на входа над 2000 m. Средната годишна температура на водата е 27 °С, а солеността – около 36 ‰. В него се вливат 12 реки, по-големите от които са Мотагуа, Рио Дулсе и Улуа. В северозападната му част се простира Белизийския бариерен Риф, който е част от Мезоамериканския бариерен риф (вторият по големина в света коралов риф с дължина над 900 km). Приливите са смесени, с височина до 0,7 m. На брега на Хонураския залив са разполежени два големи пристанищни града Пуерто Кортес (в Хондурас) и Пуерто Бариос (в Гватемала). Заливът е често посещавана туристическа дестинация. Много американци идват тук за спортен риболов и по-специално заради марлина, изобилстващ в тези води.
Бреговете на Хондураския залив са открити през 1508 г. от испанския мореплавател Висенте Пинсон, участник в първата експедиция (1492 – 93) на Христофор Колумб.